# Liu Bei
Liu Bei foi um grande general da China antiga, da era dos Três Reinos; foi irmão jurado de Guan Yu e de Zhang Fei, era muito hábil no campo de batalha, suas armas de uso eram duas espadas Chen (Jian) de ferro. Sua principal meta era restaurar a Dinastia Han, então fragmentada por disputas políticas e revoltas populares. Ele e seus irmãos-jurados lutaram contra o temível general Lu Bu, quando se uniram a muitos líderes militares para salvar o imperador do tirano general Dong Zhuo; os três guerreiros foram formidáveis na luta, finalmente forçando o guerreiro a se retirar da batalha e fazendo fama para si.

## Biografia

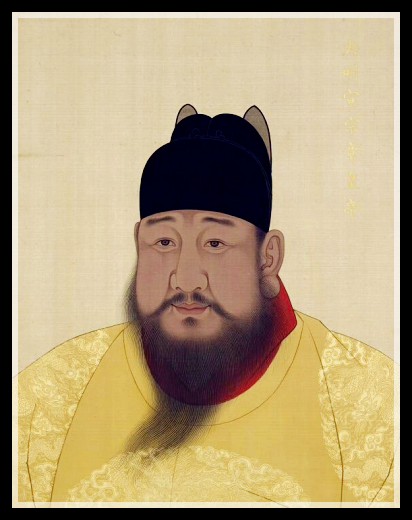
Xuande

Inicialmente líder de um pequeno exército, constantemente esmagado por grandes generais tais como Cao Cao, Yuan Shao e Sun Jian, proeminentes líderes da época, apesar de ter parentesco com a família do imperador, Liu Bei foi capaz de superar suas muitas derrotas, mantendo sempre a fé na restauração da Dinastia Han, o único meio que ele via para pôr um fim ao caos da nação. Somente quando obteve o suporte do recluso estrategista militar, Zhuge Liang, conhecido como "Dragão Adormecido" ("Wolong"), a maior mente da época, Liu Bei surgiu como um proeminente líder, fundando o estado de Shu, ou Shu-Han, conhecida como Xuande. Reinou entre 221 e 223, foi antecedido no trono pelo último imperador da Dinastia conhecida por Três Reinos, Reino de Wu, na pessoa de Modi. Foi seguido no trono pelo seu filho, Hou Zhu, que foi o último imperador da também da Dinastia dos Três Reinos, do Reino de Shu Han.
Foi casado com Sun Shangxiang, irmã de Sun Quan, o qual mais tarde viria a ser o Imperador de Wu. Seu herdeiro foi Liu Shan, tido como incapaz de manter o legado de seu pai.
No entanto, quando em 222 seu irmão-jurado Guan Yu foi traído e morto pelas forças de Wu, por uma disputa pela importante província Jing, Liu Bei tornou-se furioso e, apesar das súplicas de seus conselheiros e vassalos, declarou guerra à Sun Quan. Inicialmente com a vantagem nessa campanha, o exército de Shu foi vítima de uma incêndio arquitetado pelo jovem general Lu Xun, e foi gravemente derrotado. Com a perda de muitas tropas e da província Jing, Shu sofreu um golpe devastador. Logo mais tarde, Liu Bei, primeiro imperador de Shu, morreria, sendo sucedido por seu filho Liu Shan.
Em vida, Liu Bei foi sinônimo de benevolência e caráter. Foi amado pelo povo e admirado por seus bravos generais, e foi capaz de superar incríveis dificuldades para salvar os milhões de inocentes que sofriam com as constantes guerras daquele tempo. Todavia, o carisma e sua sede por justiça não foram capazes de cessar o caos na China, e, depois de sua morte, caberia ao Chanceler Zhuge Liang reger o destino de Shu. Com a morte de Zhuge Liang, o império de Shu finalmente caiu, derrotado pelo estado rival de Wei.